# 10a etapa del Tour de França de 2016
La 10a etapa del Tour de França de 2016 es disputà el dimarts 12 de juliol de 2016 sobre un recorregut de 197 km, amb sortida a Escaldes-Engordany i arribada a Revèl.
El vencedor de l'etapa fou l'australià Michael Matthews (Orica-BikeExchange), que s'imposà a l'esprint als seus companys d'escapada. El gran grup arribà a més de 9' sense cap canvi en la general.

## Recorregut
Després del primer de descans a Andorra, els ciclistes afronten una etapa amb dues parts ben diferenciades. Els primers 24 km són en pujada, fins a coronar el port d'Envalira, souvenir Henri Desgrange d'aquesta edició. A partir d'aquí un llarg descens cap a la plana de l'Arieja i l'Aude i uns 140 km plans, amb l'excepció de la Cota de Saint-Ferréol, de tercera, que es corona a manca de 7 km per l'arribada a Revèl.

## Desenvolupament de l'etapa
Peter Sagan fou el més actiu en els quilòmetres inicials de l'etapa, propiciant l'escapada del dia formada per 15 ciclistes. Al cim del port d'Envalira Rui Costa fou el primer i qui s'embutxacà els 5.000 € de premi. A manca de 25 km el grup d'escapat es dividí sota l'impuls de Sagan, quedant 7 ciclistes al capdavant. Tot i els diferents intents per deixar enrere a Sagan en la darrera cota, els set es disputaren la victòria a l'esprint. Michael Matthews (Orica-BikeExchange) fou el més ràpid, segui per Sagan i Edvald Boasson Hagen. El gran grup arribà a més de 9' sense cap canvi en la general.

## Resultats

### Classificació de l'etapa
| \| Classificació de l'etapa \| Classificació de l'etapa \| Classificació de l'etapa \| Classificació de l'etapa \| Classificació de l'etapa \| \| Corredor \| Corredor \| Equip \| Temps \| \| \| ------------------------ \| ------------------------ \| ------------------------ \| ------------------------ \| ------------------------ \| \| 1r \| Michael Matthews \| Orica-BikeExchange \| 4h 22' 38" \| \| \| 2n \| Peter Sagan \| Tinkoff \| + 0" \| \| \| 3r \| Edvald Boasson Hagen \| Dimension Data \| + 0" \| \| \| 4t \| Greg Van Avermaet \| BMC Racing Team \| + 0" \| \| \| 5è \| Samuel Dumoulin \| AG2R La Mondiale \| + 0" \| \| \| 6è \| Daryl Impey \| Orica-BikeExchange \| + 2" \| \| \| 7è \| Luke Durbridge \| Orica-BikeExchange \| + 1' 10" \| \| \| 8è \| Damiano Caruso \| BMC Racing Team \| + 3' 01" \| \| \| 9è \| Gorka Izagirre Insausti \| Movistar Team \| + 3' 10" \| \| \| 10è \| Tony Gallopin \| Lotto-Soudal \| + 3' 10" \| \| |                         |                    |            |
| |                         |                    |            |
| Font: ProCyclingStats |                         |                    |            |
| Classificació de l'etapa |                         |                    |            |
| Corredor | Corredor                | Equip              | Temps      |
| 1r | Michael Matthews        | Orica-BikeExchange | 4h 22' 38" |
| 2n | Peter Sagan             | Tinkoff            | + 0"       |
| 3r | Edvald Boasson Hagen    | Dimension Data     | + 0"       |
| 4t | Greg Van Avermaet       | BMC Racing Team    | + 0"       |
| 5è | Samuel Dumoulin         | AG2R La Mondiale   | + 0"       |
| 6è | Daryl Impey             | Orica-BikeExchange | + 2"       |
| 7è | Luke Durbridge          | Orica-BikeExchange | + 1' 10"   |
| 8è | Damiano Caruso          | BMC Racing Team    | + 3' 01"   |
| 9è | Gorka Izagirre Insausti | Movistar Team      | + 3' 10"   |
| 10è | Tony Gallopin           | Lotto-Soudal       | + 3' 10"   |

### Punts atribuïts
| Esprint intermedi Aigasvivas (km 122,5) |                            |                       |        |
| 1r                                      | Peter Sagan (SVK)          | Team Tinkoff          | 20 pts |
| 2n                                      | Michael Matthews (AUS)     | Orica-BikeExchange    | 17 pts |
| 3r                                      | Damiano Caruso (ITA)       | BMC Racing Team       | 15 pts |
| 4t                                      | Edvald Boasson Hagen (NOR) | Dimension Data        | 13 pts |
| 5è                                      | Tony Gallopin (FRA)        | Lotto Soudal          | 11 pts |
| 6è                                      | Steve Cummings (GBR)       | Dimension Data        | 10 pts |
| 7è                                      | Luke Durbridge (AUS)       | Orica-BikeExchange    | 9 pts  |
| 8è                                      | Daryl Impey (RSA)          | Orica-BikeExchange    | 8 pts  |
| 9è                                      | Samuel Dumoulin (FRA)      | AG2R La Mondiale      | 7 pts  |
| 10è                                     | Rui Costa (POR)            | Lampre-Merida         | 6 pts  |
| 11è                                     | Gorka Izagirre (ESP)       | Movistar Team         | 5 pts  |
| 12è                                     | Vincenzo Nibali (ITA)      | Astana Qazaqstan Team | 4 pts  |
| 13è                                     | Greg Van Avermaet (BEL)    | BMC Racing Team       | 3 pts  |
| 14è                                     | Mikel Landa (ESP)          | Team Sky              | 2 pts  |
| 15è                                     | Sylvain Chavanel (FRA)     | Direct Énergie        | 1 pt   |

| Esprint final Revèl (km 197) |                            |                       |        |
| 1r                           | Michael Matthews (AUS)     | Orica-BikeExchange    | 30 pts |
| 2n                           | Peter Sagan (SVK)          | Team Tinkoff          | 25 pts |
| 3r                           | Edvald Boasson Hagen (NOR) | Dimension Data        | 22 pts |
| 4t                           | Greg Van Avermaet (BEL)    | BMC Racing Team       | 19 pts |
| 5è                           | Samuel Dumoulin (FRA)      | AG2R La Mondiale      | 17 pts |
| 6è                           | Daryl Impey (RSA)          | Orica-BikeExchange    | 15 pts |
| 7è                           | Luke Durbridge (AUS)       | Orica-BikeExchange    | 13 pts |
| 8è                           | Damiano Caruso (ITA)       | BMC Racing Team       | 11 pts |
| 9è                           | Gorka Izagirre (ESP)       | Movistar Team         | 9 pts  |
| 10è                          | Tony Gallopin (FRA)        | Lotto Soudal          | 7 pts  |
| 11è                          | Rui Costa (POR)            | Lampre-Merida         | 6 pts  |
| 12è                          | Sylvain Chavanel (FRA)     | Direct Énergie        | 5 pts  |
| 13è                          | Mikel Landa (ESP)          | Team Sky              | 4 pts  |
| 14è                          | Vincenzo Nibali (ITA)      | Astana Qazaqstan Team | 3 pts  |
| 15è                          | Steve Cummings (GBR)       | Dimension Data        | 2 pts  |

### Colls i cotes
| Port d'Envalira - Souvenir Henri Desgrange. 2.408m km 24. 1a categoria (22,6 km al 5,5%) |                       |                       |        |
| 1r                                                                                       | Rui Costa (POR)       | Lampre-Merida         | 10 pts |
| 2n                                                                                       | Tom Dumoulin (NED)    | Team Giant-Alpecin    | 8 pts  |
| 3r                                                                                       | Vincenzo Nibali (ITA) | Astana Qazaqstan Team | 6 pts  |
| 4t                                                                                       | Tsgabu Grmay (ETH)    | Lampre-Merida         | 4 pts  |
| 5è                                                                                       | Steve Cummings (GBR)  | Dimension Data        | 2 pts  |
| 6è                                                                                       | Ion Izagirre (ESP)    | Movistar Team         | 1 pt   |

| Cota de Saint-Ferréol. 359m. km 190 3a categoria (1,8 km al 6,6%) |                        |                    |       |
| 1r                                                                | Peter Sagan (SVK)      | Team Tinkoff       | 2 pts |
| 2n                                                                | Michael Matthews (AUS) | Orica-BikeExchange | 1 pt  |

## Classificacions a la fi de l'etapa

### Classificació general
| \| Classificació general \| Classificació general \| Classificació general \| Classificació general \| Classificació general \| \| Corredor \| Corredor \| Equip \| Temps \| \| \| --------------------- \| --------------------------- \| --------------------- \| --------------------- \| --------------------- \| \| 1r \| Christopher Froome \| Team Sky \| 49h 08' 20" \| \| \| 2n \| Adam Yates \| Orica-BikeExchange \| + 16" \| \| \| 3r \| Daniel Martin \| Etixx-Quick Step \| + 19" \| \| \| 4t \| Nairo Quintana Rojas \| Movistar Team \| + 23" \| \| \| 5è \| Joaquim Rodríguez i Oliver \| Katusha \| + 37" \| \| \| 6è \| Bauke Mollema \| Trek-Segafredo \| + 44" \| \| \| 7è \| Romain Bardet \| AG2R La Mondiale \| + 44" \| \| \| 8è \| Sergio Henao Montoya \| Team Sky \| + 44" \| \| \| 9è \| Louis Meintjes \| Lampre-Merida \| + 55" \| \| \| 10è \| Alejandro Valverde Belmonte \| Movistar Team \| + 1' 01" \| \| |                             |                    |             |
| |                             |                    |             |
| Font: ProCyclingStats |                             |                    |             |
| Classificació general |                             |                    |             |
| Corredor | Corredor                    | Equip              | Temps       |
| 1r | Christopher Froome          | Team Sky           | 49h 08' 20" |
| 2n | Adam Yates                  | Orica-BikeExchange | + 16"       |
| 3r | Daniel Martin               | Etixx-Quick Step   | + 19"       |
| 4t | Nairo Quintana Rojas        | Movistar Team      | + 23"       |
| 5è | Joaquim Rodríguez i Oliver  | Katusha            | + 37"       |
| 6è | Bauke Mollema               | Trek-Segafredo     | + 44"       |
| 7è | Romain Bardet               | AG2R La Mondiale   | + 44"       |
| 8è | Sergio Henao Montoya        | Team Sky           | + 44"       |
| 9è | Louis Meintjes              | Lampre-Merida      | + 55"       |
| 10è | Alejandro Valverde Belmonte | Movistar Team      | + 1' 01"    |

### Classificació per punts
|   | Ciclista             | Equip          | Punts |
| - | -------------------- | -------------- | ----- |
| 1 | Peter Sagan (SVK)    | Team Tinkoff   | 242   |
| 2 | Mark Cavendish (GBR) | Dimension Data | 204   |
| 3 | Marcel Kittel (GER)  | Lotto Soudal   | 182   |

### Classificació de la muntanya
|   | Ciclista            | Equip              | Punts |
| - | ------------------- | ------------------ | ----- |
| 1 | Thibaut Pinot (FRA) | FDJ                | 80    |
| 2 | Rafał Majka (POL)   | Team Tinkoff       | 77    |
| 3 | Tom Dumoulin (NED)  | Team Giant-Alpecin | 58    |

### Classificació del millor jove
|   | Ciclista             | Equip              | Temps       |
| - | -------------------- | ------------------ | ----------- |
| 1 | Adam Yates (GBR)     | Orica-BikeExchange | 49h 08' 36" |
| 2 | Louis Meintjes (RSA) | Lampre-Merida      | + 39"       |
| 3 | Warren Barguil (FRA) | Team Giant-Alpecin | + 2' 35"    |

### Classificació per equips
|    | Equip           | Temps        |
| -- | --------------- | ------------ |
| 1r | BMC Racing Team | 147h 13' 33" |
| 2n | Movistar Team   | + 6' 20"     |
| 3r | Team Sky        | + 8' 50"     |

## Abandonaments
- 86 -  Sebastian Langeveld (NED) (Cannondale-Drapac Pro Cycling Team): Abandona